# Llicències de Creative Commons
Les llicències de Creative Commons són uns textos legals que neixen per compartir i reutilitzar diverses obres sota unes condicions. Tot i que l'obra continua estant protegida, a diferència del Copyright, aquestes llicències ofereixen només alguns drets reservats. Existeixen diferents tipus de llicències, però totes elles tenen característiques en comú.
Les llicències de Creative Commons (CC) només estan operatives quan s'aplica a material en què existeix un dret d'autor i, fins i tot, només quan un ús concret no estaria autoritzat pels drets d'autor. Això significa que els termes i condicions de la llicència CC no són activats per usos permesos sota les excepcions i limitacions aplicables als drets d'autor, ni els termes i condicions de la llicència s'apliquen als elements d'un treball amb llicència que es trobi en el domini públic. Això també significa que les llicències de CC no imposen contractualment restriccions als usos d'una obra en què no hi ha drets d'autor subjacents. Aquesta característica distingeix les llicències de CC d'altres llicències obertes com ODbL i ODC-BY, ambdues destinades a imposar condicions contractuals i restriccions a la reutilització de bases de dades en jurisdiccions on no hi ha drets d'autor subjacents.
No totes les llicències de CC són exclusives: els creadors i els propietaris poden introduir acords de llicència addicionals i diferents per al mateix material en qualsevol moment (sovint anomenat "llicència dual" o "multillicències"). Tanmateix, les llicències de CC no són revocables una vegada que s'hagin concedit, tret que hi hagi hagut una infracció, i fins i tot la llicència es rescindeix només per a la llicència d'incompliment.
L´última versió de les llicències Creative Commons és la 4.0 (2016), la qual et permet compartir, copiar i redistribuir el material en qualsevol mitjà i format, així com adaptar, remesclar, transformar i crear a partir del material per a qualsevol finalitat, fins i tot comercial.

## Tipus de llicències

### Condicions
Posar les obres sota una llicència Creative Commons és senzill i no vol dir que no tinguin copyright. En realitat, aquest tipus de llicències que ofereixen són alguns drets a terceres persones sota certes condicions. Aquestes condicions són les següents:
- Reconeixement (Attribution)

En qualsevol explotació de l'obra autoritzada per la llicència caldrà reconèixer l'autoria.
- No comercial (Non comercial)

L'explotació de l'obra queda limitada a usos no comercials.
- Sense obres derivades (No derivate works)

L'autorització per explotar l'obra no inclou la transformació per crear una obra derivada.
- Compartir igual (Share alike)

L'explotació autoritzada inclou la creació d'obres sempre que mantinguin la mateixa llicència en ser divulgades.

### Els sis tipus de llicències Creative Commons
- Reconeixement (CC BY)[5]

Aquesta llicència permet a altres distribuir, barrejar, ajustar i construir a partir de la seva obra, fins i tot amb finalitats comercials, sempre que li sigui reconeguda l'autoria de la creació original. Aquesta és la llicència més servicial de les ofertes. Recomanada per a una màxima difusió i utilització dels materials subjectes a la llicència.
Accedeix al codi legal
- Reconeixement - No comercial (CC BY - NC)[6]

Aquesta llicència permet a altres barrejar, ajustar i construir a partir del seu treball per a fins no comercials, i encara que en les seves noves creacions hagin de reconèixer la seva autoria i no puguin ser utilitzades de manera comercial, no han d'estar sota una llicència amb els mateixos termes.
Accedeix al codi legal
- Reconeixement - No comercial - Compartir igual (CC BY - NC - SA)[7]

Aquesta llicència permet a altres barrejar, ajustar i construir a partir del seu treball per a fins no comercials, sempre que li reconeguin l'autoria i les seves noves creacions estiguin sota una llicència amb els mateixos termes.
Accedeix al codi legal
- Reconeixement - No comercial - Sense obra derivada (CC BY - NC - ND)[8]

Aquesta llicència és la més restrictiva de les sis llicències principals, només permet que altres puguin descarregar les obres i compartir-les amb altres persones, sempre que es reconegui la seva autoria, però no es poden canviar de cap manera ni es poden utilitzar comercialment.
Accedeix al codi legal
- Reconeixement - Compartir igual (CC BY - SA)[9]

Aquesta llicència permet a altres remesclar, modificar i desenvolupar sobre la teva obra fins i tot per a propòsits comercials, sempre que t'atribueixin el crèdit i llicencien les seves noves obres sota idèntics termes. Aquesta llicència és sovint comparada amb les llicències de "copyleft" i les de programari "codi obert". Qualsevol obra nova basada en la teva, ho serà amb la mateixa llicència, de manera que qualsevol obra derivada permetrà també el seu ús comercial. Aquesta llicència és la utilitzada per Wikipedia i es recomana per a aquells materials que puguin beneficiar-se de la incorporació de contingut provinent de Wiikipedia o altres projectes llicenciats de la mateixa forma.
Accedeix al codi legal
- Reconeixement - Sense obra derivada (CC BY - ND)[10]

Aquesta llicència permet la redistribució, comercial i no comercial, sempre que l'obra no es modifiqui i es transmeti íntegrament, de demanar permís.
Accedeix al codi legal

## Domini públic
Hi ha dues llicències Creative Commons per al domini públic, és a dir, perquè els treballs puguin ser redistribuïts i manipulats de manera completament lliure i sense restriccions, sigui comercial o no comercial.
Dedicació a Domini Públic (CC0). L'autor d'aquest treball ha renunciat als seus drets d'autor d'aquesta, passant a formar part del domini públic, de manera que el beneficiari pot usar l'obra lliurement per a qualsevol fi sense necessitat de sol·licitar permís a l'autor de tal obra.
Etiqueta de Domini Públic. Més que una llicència es tracta d'una etiqueta, la qual ressalta que la feina ja es troba sota el domini públic i que el beneficiari pot usar l'obra lliurement per a qualsevol fi sense necessitat de sol·licitar permís a l'autor de tal obra.

## Les tres capes de les llicències
Les llicències de Creative Commons incorporen un disseny únic i innovador de "tres capes". En el seu inici, cada una de les llicències és una eina legal, tant en el seu llenguatge com format de text. Aquesta primera, seria la capa de codi legal de la llicència, capa que probablement només coneix la majoria dels advocats.
Com que la majoria dels qui utilitzen aquestes llicències no són advocats, Creative Commons ofereix la llicència en un format que tothom pugui llegir i entendre, el "Commons Deed", la versió llegible de la llicència. Aquesta versió és una referència útil per als llicenciadors i els llicenciataris, ja que es resumeixen els temes i condicions més importants. Aquesta versió però, no forma part del propi text legal.
L'última capa de la llicència reconeix el software, des dels motors de cerca, fins a l'edició de música. Té un paper clau en la creació, copia, difusió i distribució de les obres. Amb l'objectiu de facilitar que la web detecti on es troben aquelles obres disponibles sota llicències Creative Commons, s'entrega una versió de la llicència llegible per màquines. És per això, que han desenvolupat un mètode estandarditzat de descripció de llicències que el software és capaç d'entendre: el CC Rights Expression Language (CC REL).
En definitiva, les tres capes de les llicències asseguren que l'espectre de drets no sigui només un concepte jurídic. És quelcom que els creadors d'obres poden entendre, els seus usuaris poden entendre, i fins i tot la mateixa web pot entendre.

## Llicències retirades
Hi ha algunes llicències de Creative Commons que ja no s'ofereix ni es recomanen, però els seus textos legals estan encara disponibles en cas que algú volgués usar-les. Les llicències van ser retirades a causa que no eren molt sol·licitades o perquè Creative Commons va creure que existien conflictes amb els objectius de l'organització.
|  | Sampling(Sampling)                     | El beneficiari pot extreure una mostra, remesclar o transformar l'arxiu gravat amb fins comercials o no comercials. Ha d'atribuir de manera correcta al creador de l'obra.                                                               | Va ser retirada el 4 de juny de 2007, ja que no permetia l'intercanvi no comercial i era molt poc sol·licitada                                                  |
|  | Sampling plus(Sampling+)               | El beneficiari pot extreure una mostra, remesclar o transformar l'arxiu gravat amb fins comercials o no comercials. A més de compartir-lo i distribuir-lo de manera no comercial. Ha d'atribuir de manera correcta al creador de l'obra. | Va ser retirada el 12 de setembre de 2011, ja que era incompatible amb qualsevol altra llicència Creative Commons, a més de ser una llicència poc sol·licitada. |
|  | Nacions en desenvolupament(DevNations) | El beneficiari de la llicència pot copiar, distribuir i comunicar públicament l'obra només per a nacions en desenvolupament. Ha d'atribuir de manera correcta al creador de l'obra.                                                      | Va ser retirada el 4 de juny de 2007, ja que no permetia el comportament de manera igual en tot el món, a més de ser una llicència poc sol·licitada.            |
|  | Certificació de Domini Públic          | L'obra amb aquesta llicència s'ha identificat sota el domini públic, de manera que qualsevol pot utilitzar aquesta obra per a qualsevol fi sense restriccions.                                                                           | Retirat l'11 d'octubre de 2010, ja que va ser reemplaçada per dues llicències: Dedicació a Domini Públic (CC0) i Etiqueta de Domini Públic.                     |

## Última versió 4.0
Una llicència més global
En els últims sis anys, Creative Commons ha treballat amb centenars de voluntaris de tot el món, literalment, algunes de les millors ments en matèria de drets d'autor i llicències obertes al planeta, per traduir i adaptar les llicències 3.0 i anteriors a les lleis locals en més de 60 anys.
S'ha aprofitat aquesta experiència en el procés de desenvolupament de 4.0 per col·laborar estretament amb l'àmplia xarxa internacional d'afiliats, experts i grups d'interès per fer 4.0 el conjunt d'obligacions CC més executables internacionalment fins ara. Les llicències 4.0 estan llestes per al seu ús a tot el món.
S'ha millorat la terminologia, per així resultar més accessible a tot el món. Amb el llançament de 4.0 també s'han introduït traduccions oficials de les llicències de CC, de manera que els usuaris de material amb llicència CC de tot el món puguin llegir i comprendre les llicències completes en els seus idiomes locals.
Drets fora de l'abast dels drets d'autor
Altres drets més enllà dels drets d'autor poden complicar la reutilització del material amb llicència CC. En la mesura que aquests drets no es tractin directament en una llicència de drets d'autor, la situació dels usuaris de les obres pot ser encara més confusa. La versió 4.0 s'adreça a aquest repte a través d'una subvenció de llicència de composició oberta però acuradament adaptada que identifica categories de drets que poden (si no tenen llicència) interferir amb la reutilització del material. La comptabilització d'aquests i altres drets no numerats permetrà als usuaris de les obres amb llicència CC utilitzar de manera més completa el treball que esperen i els llicenciants.
El fet que els drets de la base de dades no estiguin explícitament coberts per les 3.0 llicències no autoritzades ha generat confusió en jurisdiccions que reconeixen aquests drets. La versió 4.0 elimina qualsevol dubte, extraient els drets aplicables de manera completa dins de l'abast de la llicència, tret que el llicenciador exclogui explícitament. També permet als proveïdors de bases de dades utilitzar les llicències de CC per llicenciar explícitament aquests drets.
El permís de la llicència 4.0 elimina de forma uniforme i explícita els drets morals que el llicenciador manté sempre que sigui possible fins al límit necessari per permetre la reutilització del contingut de la forma prevista per la llicència. Els drets de publicitat, privacitat i personalitat que manté el llicenciador es renoven expressament de la mateixa manera. Tot i que molts entenen que aquests drets són exclosos quan el titular del llicenciador té el 3.0 i versions anteriors, el tractament de la versió 4.0 fa clar el resultat previst.
Atribució de sentit comú
La versió 4.0 inclou un lleu canvi en els requisits d'atribució, dissenyats per reflectir millor les pràctiques acceptades. Les llicències permeten explícitament que els llicenciats satisfan el requisit d'atribució amb un enllaç a una pàgina separada per obtenir informació sobre l'atribució. Això ja era una pràctica habitual a Internet i és possible sota versions anteriors de les llicències, i la Versió 4.0 alleuja qualsevol incertesa sobre el seu ús.
Permetre més anonimat, quan es vulgui
La versió 3.0 incloïa una disposició que permetia al llicenciador demanar que un llicenciatari elimini l'atribució d'una adaptació, si no volia que el seu nom s'hi associés. La versió 4.0 amplia aquesta disposició per aplicar no només a les adaptacions, sinó també a les reproduccions literals d'una obra. Les llicències ara tenen en compte específicament les situacions en què els llicenciadors desitgen desvincular-se dels usos de les seves obres a les quals s'oposen, fins i tot si el seu treball no ha estat modificat o publicat en una col·lecció amb altres treballs.
Finestra de 30 dies per corregir les infraccions de la llicència
Totes les llicències CC acaben quan un llicenciat infringeix els seus termes, però amb menys de 4,0, els drets de llicència es reinstal·len automàticament si corregeix una infracció dins dels 30 dies posteriors a la seva detecció. El període de curació de la versió 4.0 s'assembla a disposicions similars en algunes altres llicències públiques i reflecteix millor com els llicenciadors i els llicenciats resolen els problemes de compliment en la pràctica. També assegura als usuaris que sempre que actuïn amb promptitud, poden continuar utilitzant el treball amb llicència CC sense preocupar-se que poguessin haver perdut els seus drets de manera permanent.
Major legibilitat
La suite 4.0 de la llicència és més fàcil de llegir i comprendre que les versions anteriors, molt més curtes i millor organitzades. L'estructura simplificada de la llicència i l'ús del llenguatge senzill sempre que sigui possible augmenta la probabilitat que els llicenciadors i els reutilitzadors l'entenguin.